# Mensagem virtual
As mensagens virtuais são de grande ajuda, atualmente, para as pessoas que possuem um dia-a-dia muito corrido e atarefado. Por esta razão, muito pouco tempo resta a essas pessoas para, numa data especial, por exemplo, enviar um cartão de mensagens para os amigos e parentes. Para resolver este problema, foram criados os sistemas de envio de mensagens através da Internet, as mensagens virtuais.
As mensagens virtuais são encontradas em sites específicos na Internet. Existem diversos tipos, assim como formas de envio. Elas podem ser em formato de cartões, como os que encontram-se em papelarias, contendo a mensagem, juntamente com animações e músicas/sons. Geralmente, tais cartões são enviados ao e-mail do destinatário através de um formulário, preenchido no próprio site pelo remetente. Existem sites que dão a opção de escolha da data em que a mensagem deve ser enviada ao e-mail do destinatário.
As mensagens também podem ser em formatos de arquivo do Power Point. Na maioria dos casos, tais apresentações possuem muitas imagens e sons e são enviadas ao e-mail do destinatário como um arquivo anexo.
Há, também, formatos mais simples. Muitos sites disponibilizam mensagens como um simples texto, podendo conter imagens e, em alguns casos, músicas. São enviados ao destinatário por e-mail.